# Spilotes
Spilotes är ett släkte av ormar i familjen snokar med två arter som förekommer i Amerika.
Arterna är med en längd av 2 meter eller längre stora ormar. Utbredningsområdet sträcker sig från Mexiko till Argentina. Habitatet är varierande beroende på population. Släktets medlemmar lever bland annat i skogar och klättrar på träd och andra individer hittas nära människans bostäder. Dessa ormar jagar groddjur, andra kräldjur, små fåglar, fladdermöss och andra små däggdjur. De äter även fågelägg. Honor lägger själv ägg.
Exemplar som känner sig hotade biter men bettet orsakar inga allvarliga besvär hos människor.
Arter enligt The Reptile Database:
- Spilotes pullatus (LINNAEUS, 1758)
- Spilotes sulphureus (WAGLER, 1824)